# 乙部辰良
乙部 辰良（おとべ たつよし、1958年4月21日 - ）は、日本の財務官僚、弁護士。金融庁公認会計士・監査審査会事務局長や、財務省関東財務局長等を経て、SBIインシュアランスグループ代表取締役会長兼社長。

## 人物・経歴
三重県津市出身。1977年 三重県立津高等学校から東京大学文科一類に入学。1981年 東京大学法学部卒業、大蔵省入省。銀行局調査課に配属。1984年 パリ大学行政学研究科修了。1986年 大蔵省主計局法規課。1987年7月 徳山税務署長。1992年 大蔵省主計局調査課長補佐。1993年 大蔵省主計局主計官補佐（司法、警察係主査）。1994年 大蔵省銀行局調査課長補佐（総括）。1995年 大蔵省銀行局中小金融課長補佐（総括、第二地銀）。1998年10月 東京国税局課税第一部長。1999年7月 大蔵省金融企画局企画課債権等流動化室長。2000年 大蔵省大臣官房信用機構課機構業務室長。2001年 財務省主税局税制第二課法人税制企画室長。2002年 金融庁総務企画局市場課長。2003年 金融庁総務企画局信用課長。2004年 金融庁総務企画局政策課長。2006年 金融庁検査局総務課長。2008年 金融庁監督局総務課長。2009年 金融庁総務企画局参事官兼公認会計士・監査審査会事務局長。2010年 金融庁総務企画局審議官（市場担当）。2012年7月24日 東海財務局長。2013年 預金保険機構総務部長。2015年7月7日 関東財務局長。2016年6月17日 退官、SBIファイナンシャルサービシーズ顧問。2017年 弁護士登録（東京弁護士会）、SBIインシュアランスグループ取締役会長、SBIホールディングス取締役執行役員常務。2018年SBIインシュアランスグループ代表取締役執行役員会長兼社長。